# 壱岐対馬国定公園
壱岐対馬国定公園（いきつしまこくていこうえん）は、日本の長崎県北西部に位置する壱岐及び対馬の海岸部を中心とした国定公園。1968年（昭和43年）7月22日指定。海中公園も多く分布する。大陸性の固有種が多く棲息することでも知られ、ツシマテン、ツシマヤマネコなどは天然記念物にも指定されている。
また、両島ともに古くから大陸による干渉が多かった地でもあり、元寇の防塁跡や原の辻遺跡（特別史跡）、金田城跡（特別史跡）など歴史的な遺産が多く、文化的景観保護の側面も持つ。
指定面積は陸域が11,946 ha。海域（普通地域を含む概算）はおよそ31,000 ha、そのうち海域公園が5地区5か所・47.5 ha。
先行して壱岐は1958年、対馬は1960年に県立公園（県立自然公園）の指定が行われており、国定公園への指定に伴いこれに移行した。

## 概要
壱岐と対馬で対称的な海岸風景を見せる。
壱岐
岳ノ辻を主峰とする火山島。島の多くが玄武岩による台地であり、険しい海蝕による断崖が特徴的である。周辺には海中公園が多い。
対馬
島の中央部にある浅茅湾を中心に南東部（長崎鼻 - 豆酘湾）、北東部（舟志湾 - 鰐浦）に分布。対馬海峡に面した海岸は北西部の魚瀬、西部の海神神社一帯に分布する。同じく周辺には海中公園が多い。地形的な特徴としては浅茅湾や豆酘湾を始め、穏和なリアス式海岸が連続する。
対馬山岳部
下島の竜良山はカシ、シイの原生林（天然記念物）、白岳にはアベマキ、チョウセンヤマツツジの原生林（天然記念物）、上島の御岳にはモミ、ツガの原生林（天然記念物）が見られる。有明山は対馬の嶺とも呼ばれた遠望の地で、古くは万葉集にも詠われた。ここからは厳原の風光明媚な海岸線のほか、遠く壱岐を遠望する。

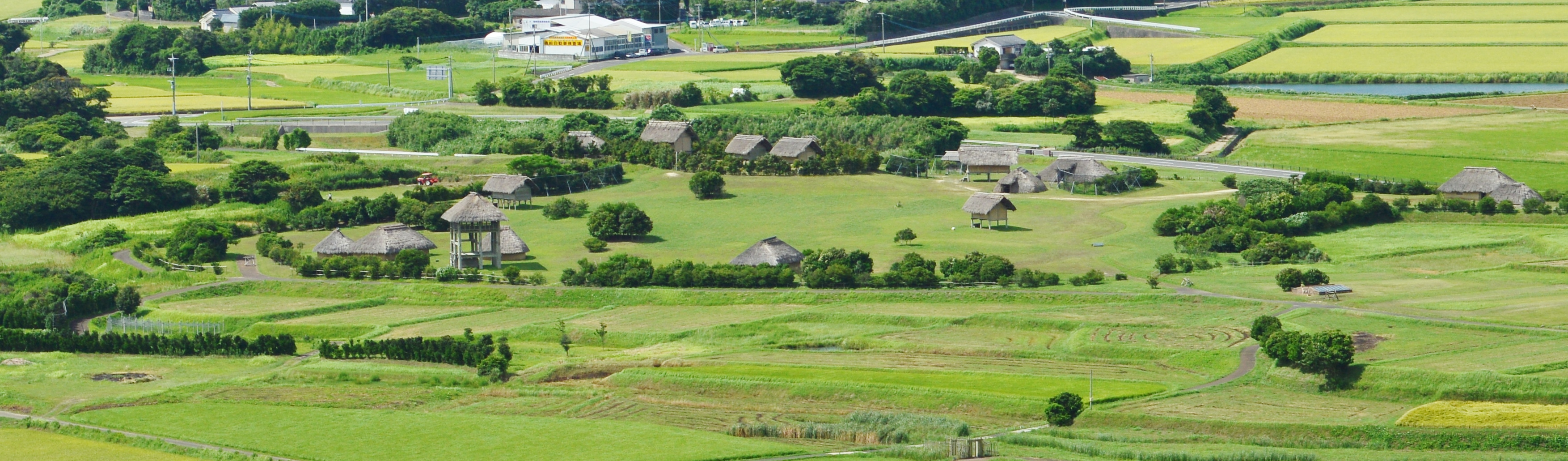
原の辻遺跡
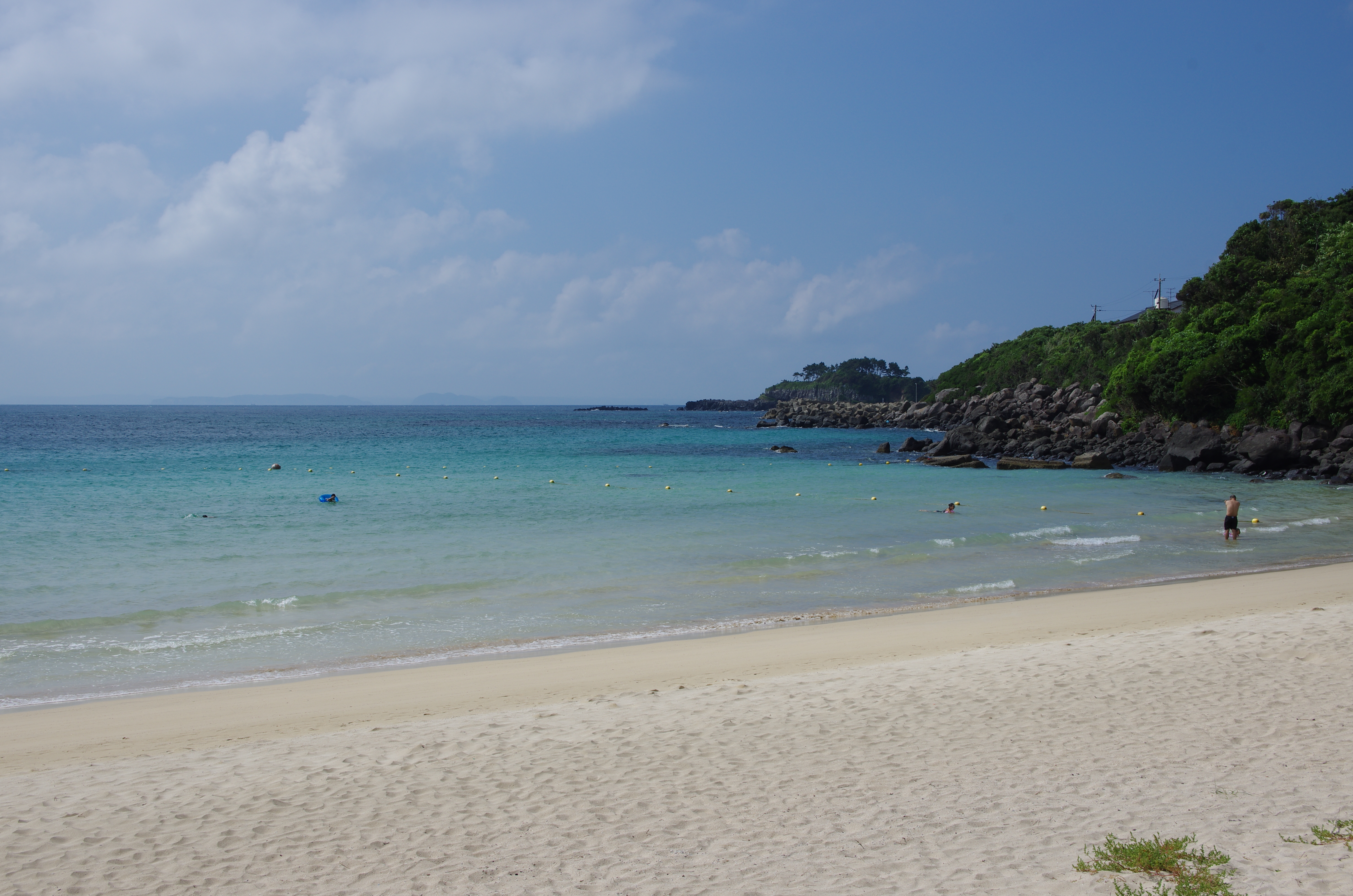
筒城浜
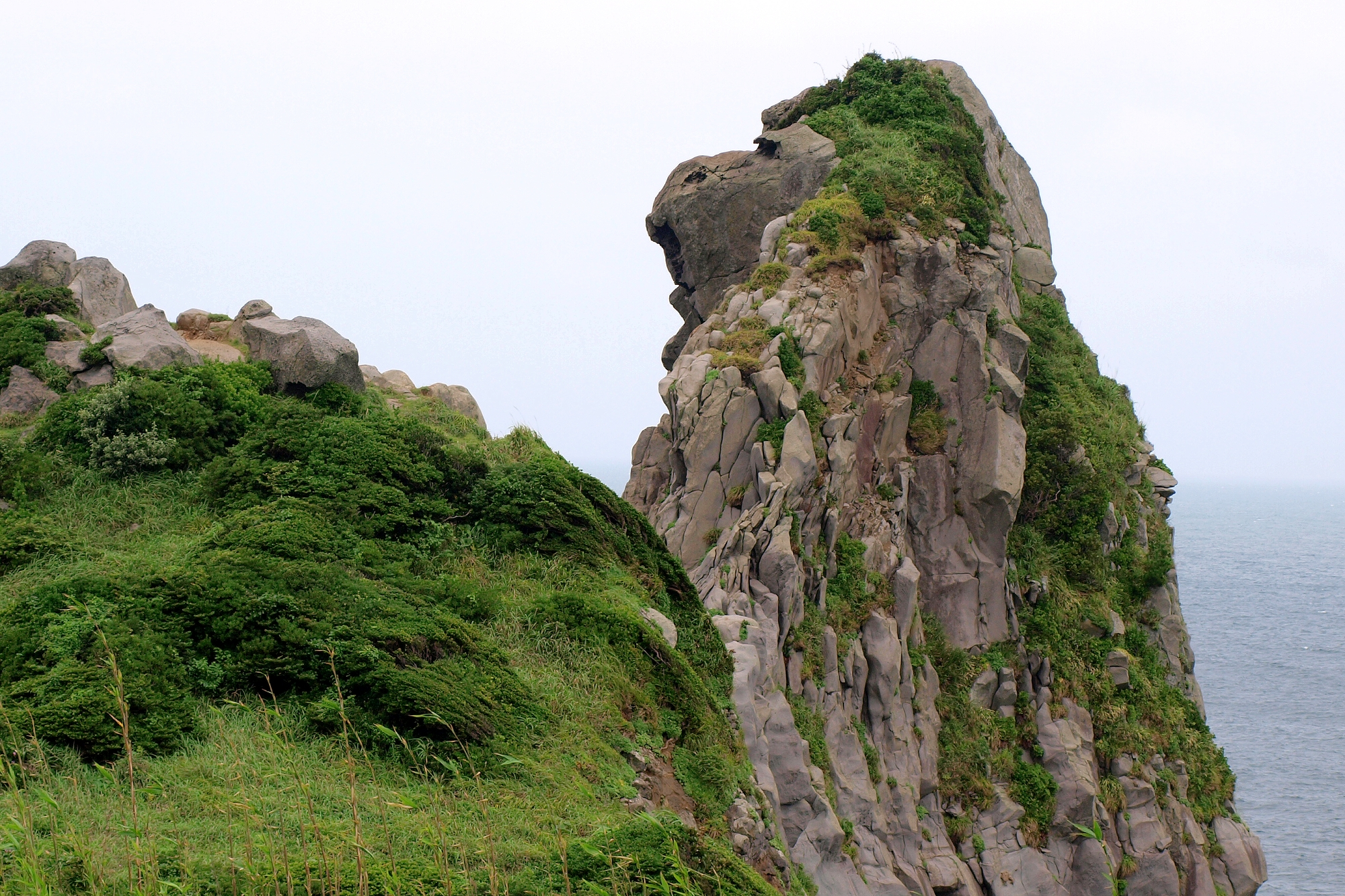
猿岩
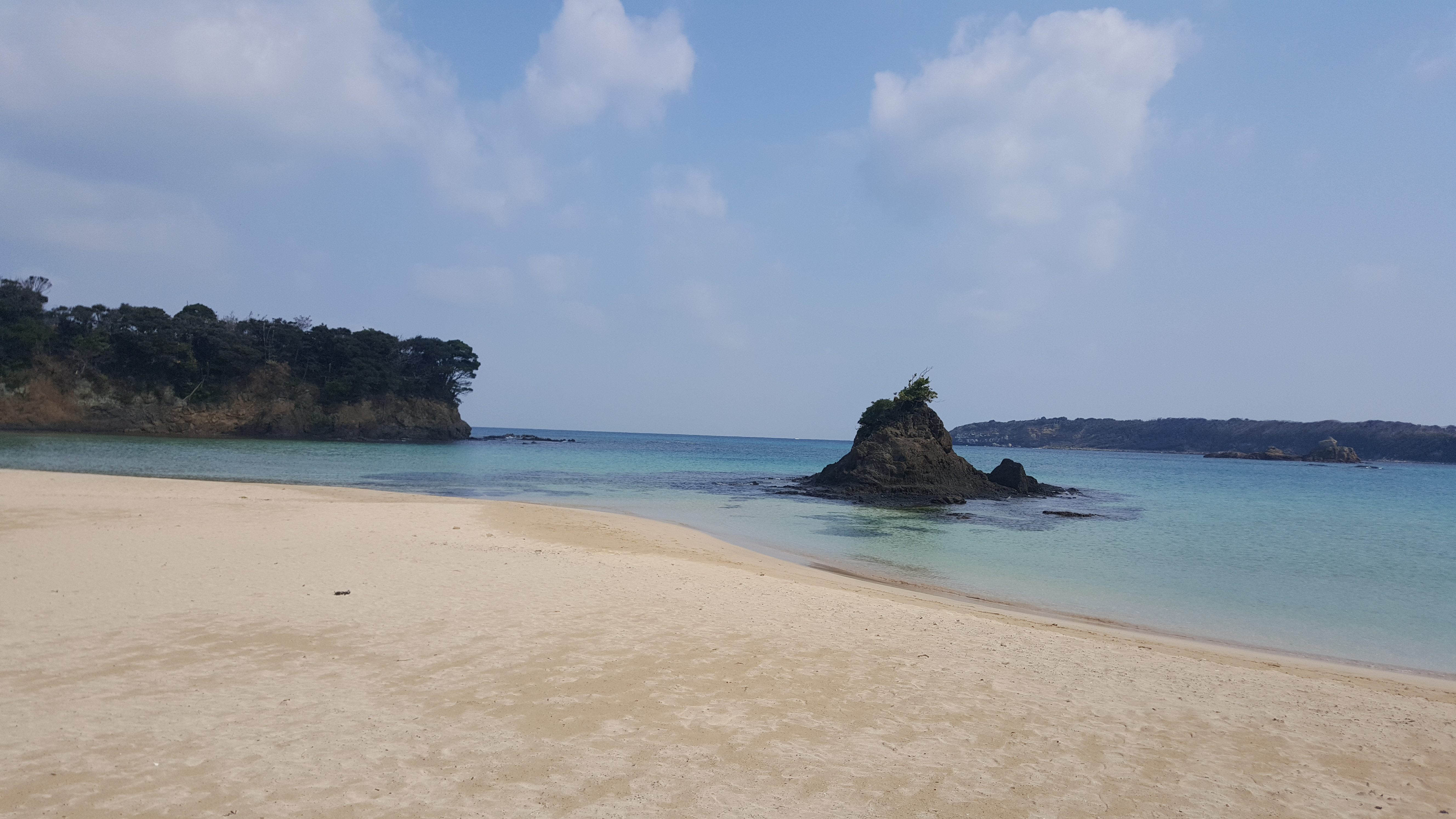
三宇田浜
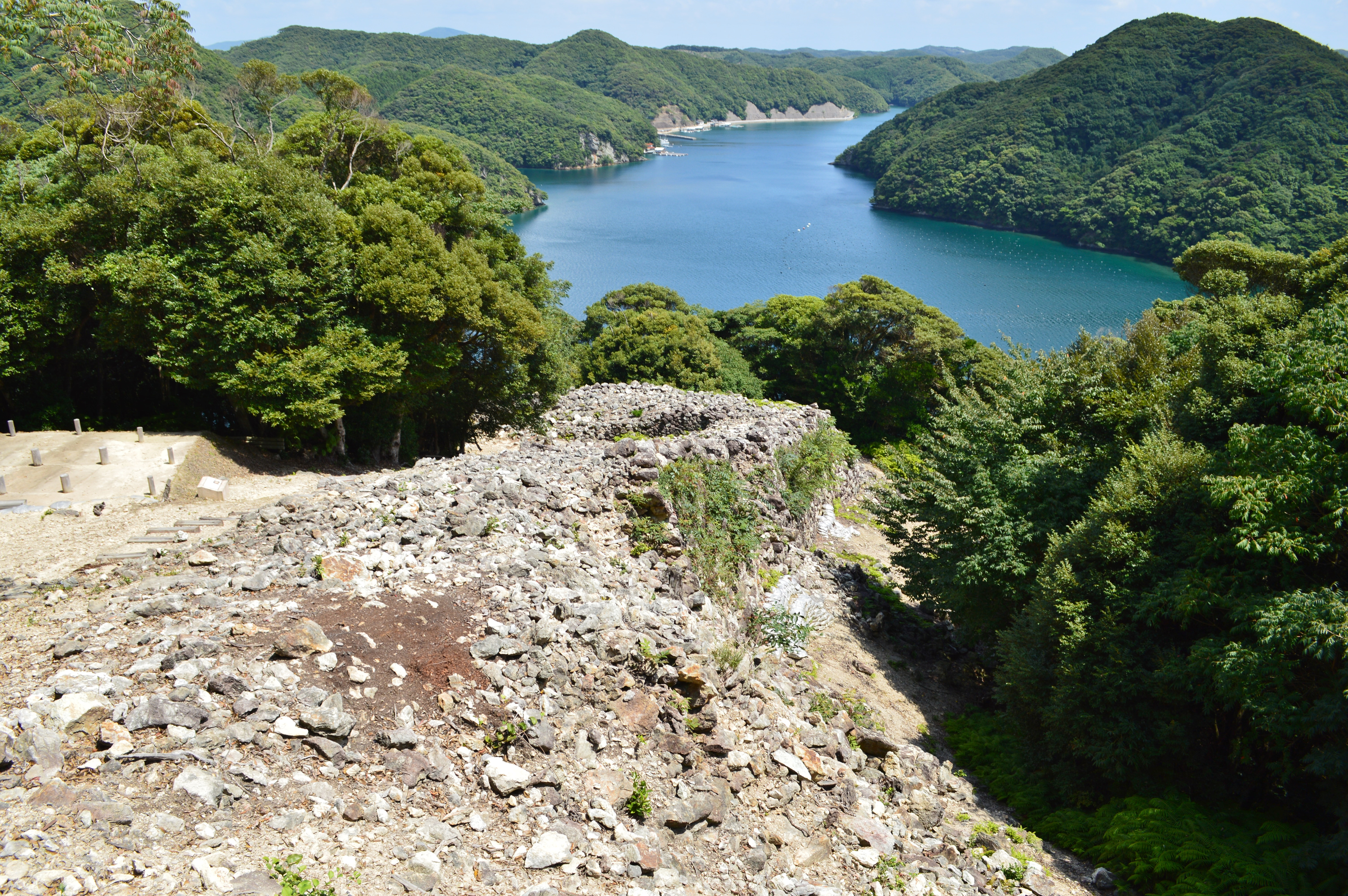
金田城、南部石塁と黒瀬湾
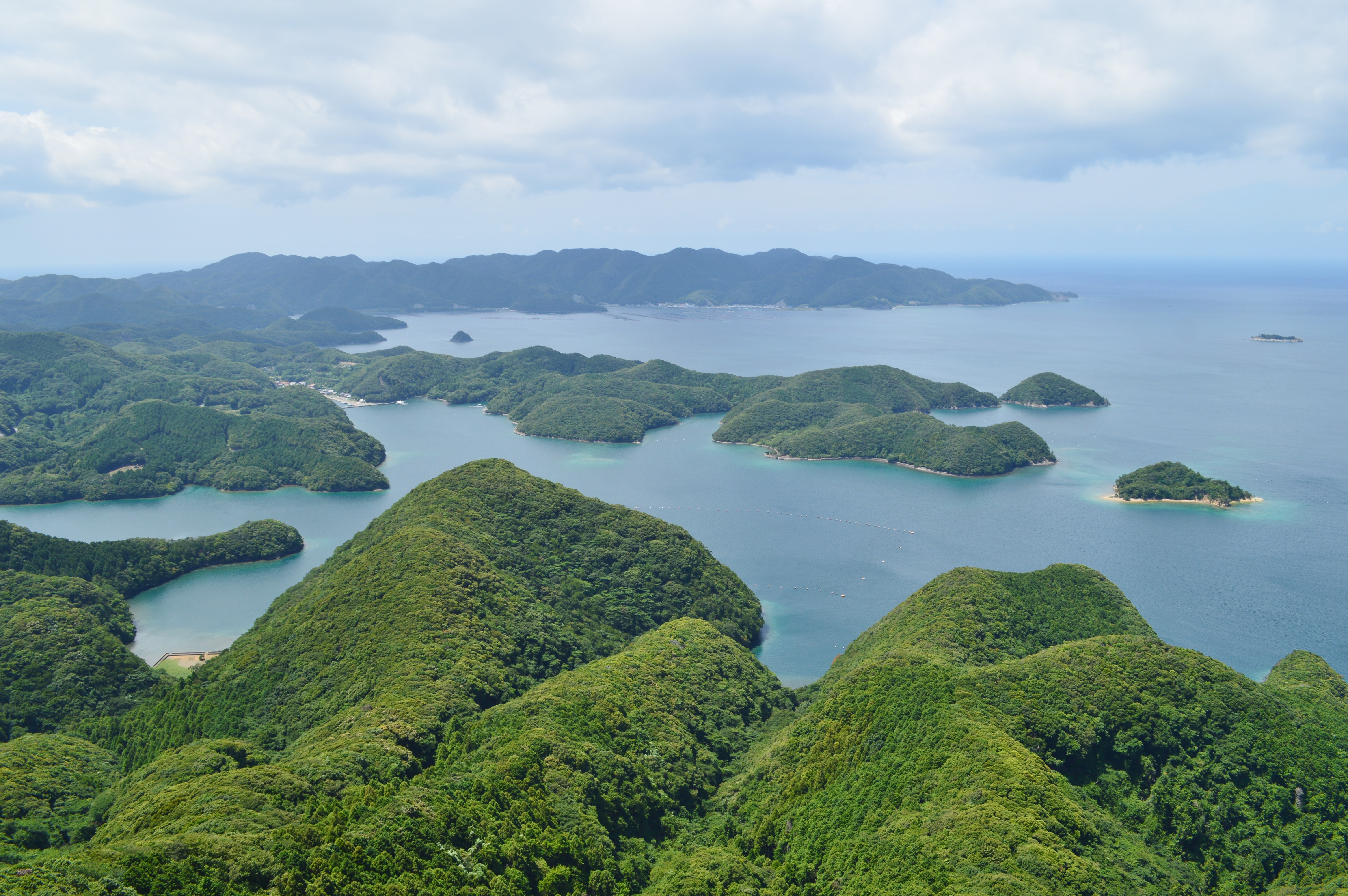
城山山頂から望む浅茅湾